# Johann Steffens
Johann Steffens (auch: Stephani; * um 1560 in Itzehoe; † Sommer 1616 in Lüneburg) war ein deutscher Komponist und Organist der norddeutschen Orgelschule.

## Leben
Steffens’ Vater, Heinrich Steffens, war Mitglied des Itzehoer Rates und ließ seinen Sohn aufgrund seiner Musikbegabung kostspielig ausbilden. Johann Steffens lernte unter anderem bei einem Orgelmacher, vermutlich Hans Scherer dem Älteren in Hamburg. 1589 empfahl der schleswig-holsteinische Statthalter, Heinrich Rantzau, Johann Steffens dem Lüneburger Rat für eine Organistenstelle an der Lambertikirche. Da die Herzogin Dorothea von Braunschweig-Lüneburg bessere Beziehungen zum Rat unterhielt und jemanden anderen vorschlug, wurde er zunächst nicht angenommen. Als der Organistenposten an St. Johannis frei wurde, ergab sich jedoch eine neue Gelegenheit. Nach zunächst provisorischer Amtsübernahme im Jahr 1593 erhielt er 1595 endgültig die Stelle.
Von Steffens’ hohem Ansehen zeugt die Tatsache, dass er zusammen mit 54 der angesehensten deutschen Orgelmeister an der berühmten Begutachtung der neuen Orgel von Gröningen teilnahm. Zeitweise unterrichtete er so viele Schüler, dass die Kirchenvorsteher sich um den guten Zustand der Orgel Sorgen machten. Steffens blieb bis zu seinem Tode in Lüneburg.

## Werk
Steffens’ weltliche Vokalkompositionen sind von Hans Leo Haßler und italienischen Madrigalisten beeinflusst. Er veröffentlichte 1599 ein zweiteiliges Madrigalbuch, dessen Stücke größtenteils verschollen sind. 1619 folgte ein weiteres Buch mit weltlichen Madrigalia und Tanzliedern. Die Texte handeln von Geselligkeit, Wein, Gesang und Naturverbundenheit.
Weiterhin sind diverse geistliche Vokalwerke überliefert. Viele davon sind achtstimmig und zeugen von einer souveränen Beherrschung des mehrstimmigen Satzes.
Im Gegensatz zu den Motetten sind Steffens’ erhaltene Orgelwerke (drei Choräle) vergleichsweise schlicht gesetzt. Weiterhin sind sechs Paduanen und vier Galliarden überliefert.